# Kravattsolfågel
Kravattsolfågel (Cinnyris johannae) är en fågel i familjen solfåglar inom ordningen tättingar.

## Utseende och läte
Kravattsolfågeln är en stor och långnäbbad solfågel. Båda könen har en lång och mestadels rak näbb med en tydlig böj mot spetsen. Hanen är glänsande grön ovan och mörk under med grön strupe, rött och lila på bröstet och rödbrun buk. Honan är ljusbrun ovan med ett subtilt ögonstreck och ljus med tunna bruna streck undertill. Arten förväxlas lättast med regnbågssolfågeln, men urskiljer sig med hanens gröna strupe och rödbruna, ej röda, buk, samt honans streckning undertill. Lätet är en fallande vissling, medan sången består av en komplex serie visslande toner.

## Utbredning och systematik
Kravattsolfågel förekommer i ett band från Sierra Leone i Västafrika österut till Demokratiska republiken Kongo. Den delas upp i två underarter med följande utbredning:
- Cinnyris johannae fasciatus – Sierra Leone till Benin och södra Nigeria
- Cinnyris johannae johannae – södra Nigeria och södra Kamerun till östra Demokratiska republiken Kongo

## Levnadssätt
Kravattsolfågel hittas i skog och skogsbryn, men kan ibland ses även i trädgårdar och odlingsbygd.

## Status
Arten har ett stort utbredningsområde och beståndet anses stabilt. Internationella naturvårdsunionen IUCN listar den därför som livskraftig (LC).

## Namn
Fågelns vetenskapliga artnamn hedrar Henriette Jeanne Verreaux (född Bodier 1826), fru till Édouard Verreaux, en av de två franska bröderna Verreaux som beskrev arten 1851. Tidigare kallades den johannasolfågel även på svenska, men tilldelades 2024 ett mer informativt namn av BirdLife Sveriges taxonomikommitté.